# Контрада Сан Франческо (Потенца)
Контрада Сан Франческо (итал. Contrada San Francesco) је насеље у Италији у округу Потенца, региону Базиликата.
Према процени из 2011. у насељу је живело 23 становника. Насеље се налази на надморској висини од 261 м.